# پارتی شبانه دخترها
پارتی شبانه دخترها (به انگلیسی: Pajama Party) یک فیلم علمی–تخیلی عامه‌پسند است که در سال ۱۹۶۴ منتشر شد. از بازیگران آن می‌توان به تامی کرک، آنت فونیچلو، السا لنچستر، باستر کیتون و جسی وایت اشاره کرد.